# Louie (Disney)
Pour les articles homonymes, voir Louie.
Louie  est un puma ou lion des montagnes apparu aux côtés de Donald Duck dans le film Lion Around en 1950 puis de Dingo. C'est un félin paresseux souvent utilisé à des fins comiques,.
Il apparaît aussi dans deux épisodes de Mickey Mania.

## Filmographie
- Attention au lion (Lion Around, 1950)
- Donald pêcheur (Hook, Lion and Sinker, 1950)
- Dingo et le Lion (Lion Down, 1951)
- Papa, c'est un lion (Father's Lion, 1952)
- Donald visite le Grand Canyon (Grand Canyonscope, 1954)
- Chip 'n Dale Rescue Rangers (épisode "Bearing Up Baby") (1989)
- Goofy's Big Kitty (in Mickey Mouse Works, 1999)
- Goofy's Radio (in Mickey Mouse Works, 2000)
- House of Mouse (épisode "Goofy's Valentine Date" et "Pluto Saves the Day") (2001)